# 단테 알리기에리

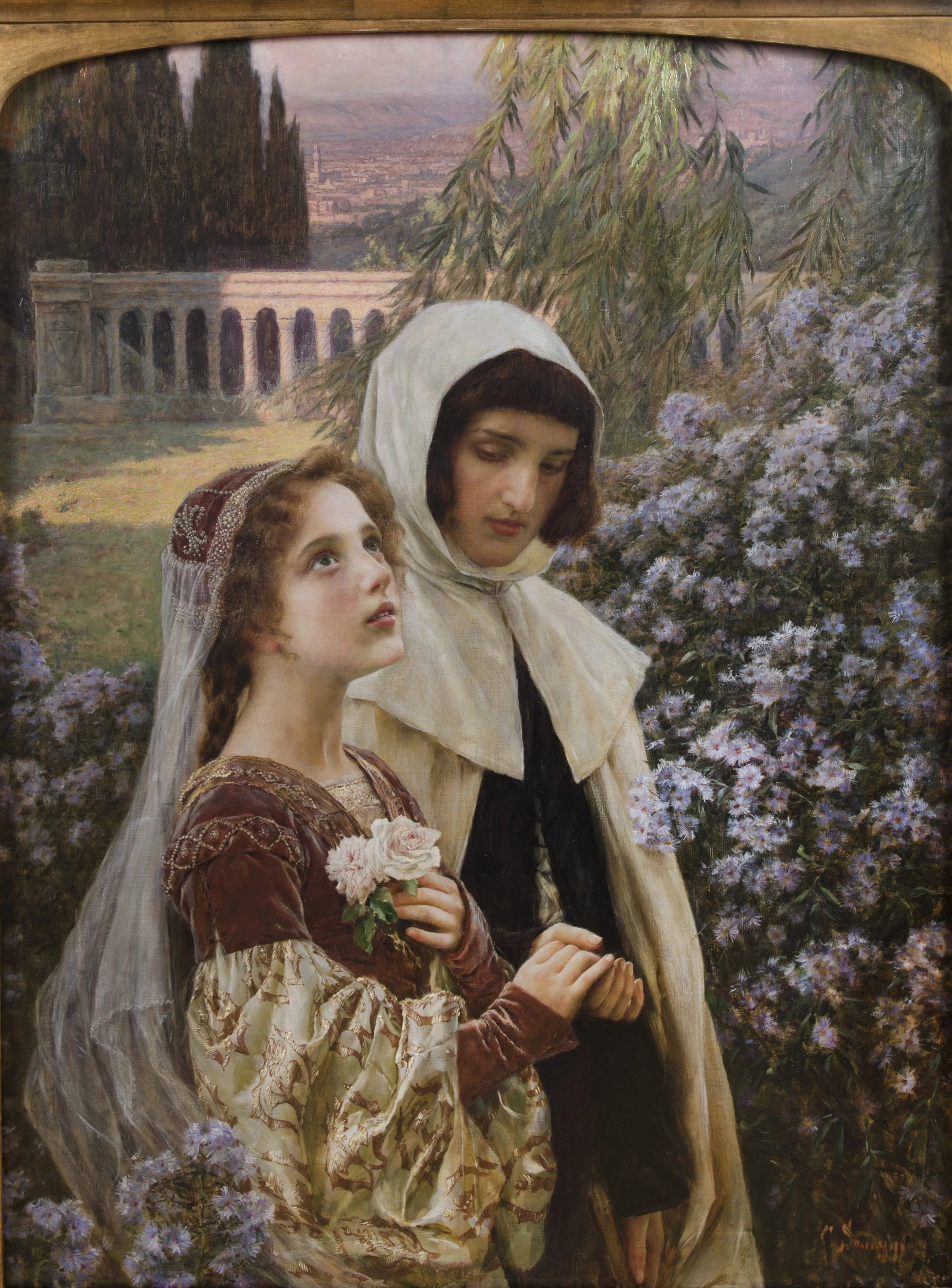
정원의 단테와 베아트리체, 1903년, 이탈리아 화가 Cesare Saccaggi da Tortona의 걸작.

두란테 델리 알리기에리(이탈리아어: Durante degli Alighieri, 1265년 ~ 1321년 9월 13일 또는 9월 14일)는 두란테의 약칭인 단테(Dante) 또는 단테 알리기에리(Dante Alighieri)로 널리 알려진 이탈리아의 시인이다. 피렌체의 알리기에리 혹은 알라기에리(Alagh(i)eri) 가문의 일원이다(단테의 아들 야코포의 설명: “Durante olim vocatus Dante, condam Alagherii de Florentia”). 두란테 알리기에리의 이름은 "장수하는 날개가 달린 자"라는 뜻인데 그것은 그의 작품이 남긴 다양한 영향들의 결과를 예언한 실로 상징적인 이름이라 할 수 있다.

## 생애
1265년 이탈리아 중부의 피렌체에서 태어났다. 생일에 관해서는 학계에서 의견이 분분하며, 5월 30일이 실제 출생일이라는 설이 있다. 유년 시절의 단테의 삶에 관해서는 무엇보다도 소년 시절에 경험한 베아트리체와의 인연을 주제로 하는 자서전적인 《새로운 삶》(Vita nuova)에서 어느 정도 짐작할 수 있다.
단테가 9살이 되었을 때 폴코 포르티나리 (Folco Portinari)의 딸 동갑내기 베아트리체를 처음으로 멀리서 보고 애정을 느끼며, 이 진귀한 유년 시절의 경험은 단테의 인생 행로를 좌우하게 된다. 그러나 단테는 12세 때인 1277년 젬마 도나티(Gemma Donati)와 약혼을 하게 되며 1291년 결혼하게 된다. 즉, 베아트리체가 24세로 사망할 때까지 단테는 베아트리체에게 혼과 열정을 쏟은 것으로 보인다.
단테는 피렌체에서 1275년부터 1294년에 걸쳐 약 20여 년간 신학을 비롯하여 다방면에 걸쳐 교육을 받은 것으로 여겨지고 있다. 단테는 특히 브루네토 라티니 밑에서 많은 것을 배웠다고 술회하고 있다. 《신곡》에서 여실히 드러나듯이 단테는 중세의 스콜라 철학을 깊이 연구하였으며, 스콜라 철학의 근간을 이루는 아리스토텔레스 철학 또한 배운 것으로 추측된다.
단테는 1290년대에 피렌체와 피사를 중심으로 일어난 당파 싸움에 가담하였으며, 1300년에는 피렌체 시협의회 회장(Priorat)직을 맞아 1303년까지 적극적으로 정치무대에서 활동한 것으로 보인다. 단테는 피렌체가 로마 교황의 세력에서 들어가지 않게 하기 위하여 로마의 교황을 옹호하는 구엘프를 지지하여 신성 로마 제국의 황제를 받드는 기벨린과 적대관계에 있었다.
그 후 기벨린의 승리로 두 세력의 전쟁은 끝이 났지만, 구엘프가 흑당과 백당으로 나뉘어 다시 전쟁을 벌이게 된다. 흑당은 교황 보니파시오 8세의 야심을 이용하여 백당을 패배시키게 되고 단테를 추방했으며 이 때부터 단테의 길고 긴 망명생활이 시작된다.
그 후 단테는 백당의 남은 사람들과 함께 흑당을 무찔러 피렌체를 탈환하려 했지만 모두 실패하게 되고, 단테만이 백당의 일원으로 남게 된다. 그 후에 단테에게 고국으로부터 자신의 과오를 인정하면 사면을 내려주겠다는 조건부의 사면령이 내려졌지만, 그것이야말로 자신에겐 더할 수 없는 치욕이라 생각하고 응하지 않았다. 결국 흑당은 단테에게 사형을 선고하는 궐석 재판을 열었다.
단테는 라벤나로 돌아가 귀도 노벨로(Guido Novello)의 비호를 받으며 그 곳에서 말라리아로 생을 마감했다. 하지만 죽은 후에도 고향 피렌체로 돌아오지 못했고, 라벤나에 안장됐다.

## 작품 세계
단테의 가장 유명한 작품은 《신곡》이며 이외에도 라틴어로 쓰여진 수필, 청년기의 시집도 다수 있다. 청년기에는 로맨틱한 스틸 노보 (Stil Novo) 풍의 연애시를 다수 썼으나 피렌체에서의 추방 이후부터 《신곡》과 《항연》, <토착어에 대하여> 등의 그의 대표작이 쓰여졌다.
망명 중 이탈리아의 여러 곳을 돌아다니며 생활하였다. 여러 편의 시나 논문을 썼으나 가장 유명한 것은 《신곡》이라는 장시이다. 내용은 단테가 베르길리우스에 이끌리어 지옥에 가고, 지옥보다는 고통이 덜한 연옥을 지나, 끝으로 베아트리체에게 안내되어 천국에 간다는 기독교 사상에 기반한 이야기인데, 그 생생한 묘사가 근세 문학을 낳게 하였다. 유랑 중에 철학 윤리 등의 문제를 논한 《항연》 등이 있다. 《신생》은 18세 때부터 그 후 7-8년간에 걸쳐 완성한 것으로 영원한 연인 베아트리체에 대한 사랑을 중심으로 다루고 있는데, 이탈리아어로 된 최초의 것으로 중요한 문헌이다. 신곡은 오늘날 세계 고전 문학의 최대 걸작으로 광대한 규모와 조화의 미를 가지는 대서사시이다. <토착어에 대하여>(De Vulgare Eloquentia)는 이탈리아의 토착어를 언어학적으로 분석한 최초의 작품으로 간주되나, 라틴어로 쓰여져 있다. 이로 미루어 보아 군주들에게 바쳐진 책으로 생각된다. <토착어에 대하여>는 군주들을 청자로 삼아 국가를 효율적으로 지배하기 위해서는 단일된 토착어의 보급이 가장 중요하다고 역설하고 있다. 이는 언어로 말미암은 이탈리아의 통일을 최초로 언급한 책이라고 생각된다.
단테는 행동만이 사람들을 비참함으로부터 행복으로 이끌어올릴 수 있다고 설파한 뒤, 비길데 없는 시구(詩句)로 씌여진 자신의 작품을 "코메디아"라고 했다. 당시 결말이 행복하게 끝나는 작품은 희곡(코메디)라고 하였기 때문이다. 그는 자신의 표현 방법을 "볼품없고 저급한" 것이라고 변명했으나 자신의 작품에 대해 자부심이 없었던 것은 아니다. 그것은 곧 "여자들도 서로 대화를 주고받을 때 사용하는 일반적인 언어"였던 것이다. 당시 문화어인 라틴어를 사용하지 않고 속어인 이탈리아어를 사용한 것은 《신곡》에 담긴 중세적인 카타르시스와 구원의 메시지를 일반 대중들에게도 널리 알리려는 뜻이었다.
단테는 자신의 아내가 아닌, 한번도 소유하지 못하고 끝나버린 한 여성에 대한 불타는 사랑을 원동력으로 삼아 《신곡》에 뒤지지 않는 유명한 연애시도 썼다. 단테는 자신의 부인에 대해서는 자신의 시 속에서 전혀 언급하지 않았다. 결혼생활의 사랑은 그의 상상력을 자극하지 못했던 것이다. 그는 "내 마음의 여주인"인 베아트리체를 로맨틱한 열정을 기울여서, 또한 그녀의 죽음까지도 초월하여 정열적으로 사랑했다. 찬양받아 마땅한 여성, 천국과 같이 해맑은 그녀는 살아 생전에는 다른 남자와 결혼했으나, 사후에는 하늘에 올라가게 되었고 동정녀 마리아와 견주어졌다.

## 저서

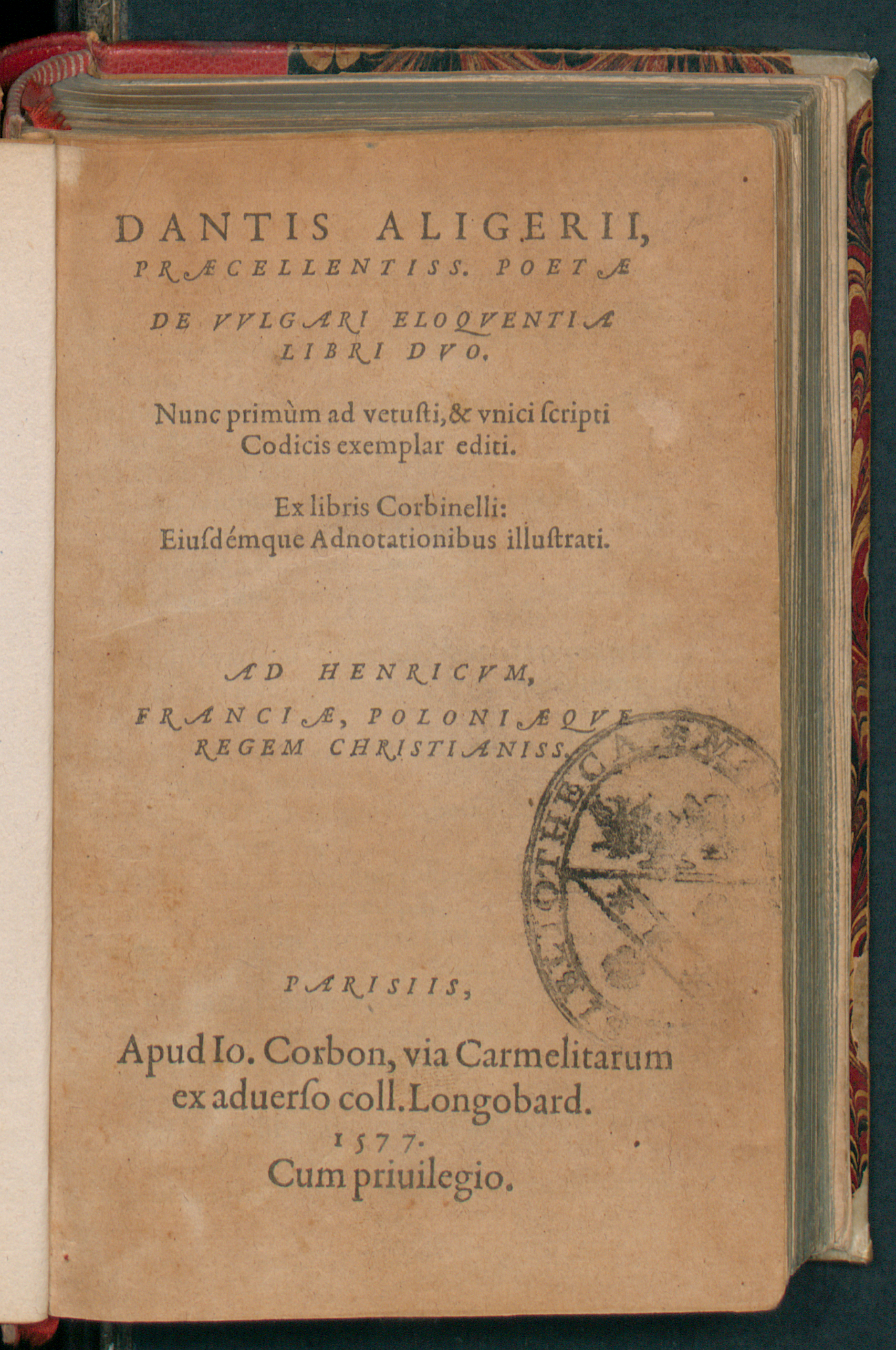
De vulgari eloquentia, 1577

- 《신곡》: La Divina Commedia. A cura di E. Pasquini e A. Quaglio, 밀라노 19947.
- 《향연》: Convivio. A cura di G. Inglese, 밀라노 1993.
- 《새로운 삶》: La Vita nuova. Introduzione di Edoardo Sanguineti, note di Alfonso Berardinelli, 밀라노 199411.
- 《토착어에 관하여》: De vulgari eloquentia. Introduzione, traduzione e note di Vittorio Coletti, 밀라노 19953.

## 단테가 주인공으로 등장하는 다른 작품
로마의 고등학교에서 문학을 가르치는 교사이기도 했던 이탈리아의 역사추리소설 작가 줄리오 레오니는 그의 소설 4권에서 단테를 주인공이자 탐정으로 등장시킨다. 이것들을 묶어 "단테 시리즈"라고 부른다. 이 소설들의 시대적 배경은, 《단테의 모자이크 살인》은 단테가 피렌체 코무네의 최고 행정위원으로 재임을 시작한 1300년 6월 15일에서 22일까지, 《단테의 빛의 살인》은 재임기간이 끝나가는 1300년 8월 5일에서 14일까지, 《단테의 비밀의 집회》는 《신곡》이 완성되기 이전 단테의 유랑생활을 시작하던 1301년 11월 5일에서 16일까지로 설정되어 있다. 당시의 시대상과 소설 속에서 가공의 사건들과 음모들을 파헤쳐 가는 단테의 인간적인 면모가 드러나는 스릴러이다.

## 참고 자료
- 단테 백과사전: Enciclopedia Dantesca. Instituto della Enciclopedia Italiana. 6권, 로마 1970-1978.
- 이 문서에는 다음커뮤니케이션(현 카카오)에서 GFDL 또는 CC-SA 라이선스로 배포한 글로벌 세계대백과사전의 내용을 기초로 작성된 글이 포함되어 있습니다.
- 단테 신곡 연구. 박상진. 아카넷. 2011.